# Knud Heglund
Knud Lars Valdemar Heglund (* 10. Juli 1894 in Kopenhagen; † 1. September 1960 in Gentofte) war ein dänischer Schauspieler.

## Leben
Knud Heglund wuchs als Sohn von Lars Heglund († 1921) und dessen Frau Johanna Voss († 1944) in Kopenhagen auf.
Nach seinem Schulabschluss absolvierte er von 1912 bis 1916 seine Schauspielausbildung an der Eleveskole des Königlichen Theaters Kopenhagen, wo er auch sein Bühnendebüt als Darsteller hatte. Als Bühnendarsteller wirkte er in zahlreichen Theaterstücken, Operetten, Musicals und in Kabarett-Programmen mit, so unter anderem auch am Folketeatret, am Betty-Nansen-Theater, am Det Ny-Theater, am Frederiksberg-Theater, am Odense Teater oder am Aarhus Teater. In seiner viereinhalb Jahrzehnte lang andauernden Karriere wirkte er als Schauspieler vor der Kamera von 1932 bis 1960 in mehr als 50 Film-und-Fernsehproduktionen mit. Heglund war auch als Drehbuchautor für Spielfilme und für Fernsehserien und als Synchronsprecher für Zeichentrickfilme tätig, wie beispielsweise für Pinocchio, Alice im Wunderland oder Cinderella.
Knud Heglund war ab dem 15. Mai 1926 bis zu seinem Tod mit der Schauspielerin Lili Heglund verheiratet. Aus der Ehe gingen zwei Söhne hervor, Jørgen Ole Heglund (1924–?) und Søren Heglund (1928–2023). Knud Heglund starb am 1. September 1960 im Alter von 66 Jahren an den Folgen einer Thrombose. Seine Grabstätte befindet sich auf dem Bispebjerg-Friedhof.

## Filmografie (Auswahl)
- 1932: Tretten Aar
- 1934: Lynet
- 1938: Under byens tage
- 1940: So ein Mädel vergisst man nicht
- 1944: Frechheit siegt
- 1947: Verflixte Rangen
- 1948: Kristinus Bergman
- 1950: Susanne
- 1951: Familie Schmidt
- 1954: Vater hoch vier (Filmreihe)
- 1956: Kristiane af Marstal
- 1957: Sonnen fra Amerika
- 1959: I havn
- 1960: Kaerlighed